# Mico leucippe
Mico leucippe é uma espécie de macaco do Novo Mundo endêmico da Amazônia brasileira da família Cebidae e subfamília Callitrichinae. Está restrito à região entre o rio Tapajós e o rio Cuparí. Originalmente foi considerado como subespécie de Mico argentatus.
Possui distribuição geográfica restrita, o que torna muito suscetível à perda de hábitat, que se deu principalmente pela construção da rodovia Transamazônica.